# 歌川芳升
歌川 芳升 （うたがわ よします、生没年不詳）とは、江戸時代の浮世絵師。

## 来歴
歌川国芳の門人。歌川の画姓を称し一猿斎と号す。天保8年（1837年）刊行の合巻『敵鰹差身之業物』（通用亭徳成作）の挿絵を同門の歌川芳宗、歌川芳虎とともに描いている。